# Синяя Никола
Синяя Никола — деревня в Красногородском районе Псковской области России. Входит в состав Партизанской волости.

## География
Расположена на севере района, на правом берегу реки Синяя, в 18 км к северу от районного центра, посёлка городского типа Красногородск.

## Население
| 2001 | 2002 | 2010 |
| ---- | ---- | ---- |
| 117  | ↘66  | ↘50  |

Численность население деревни по оценке на начало 2001 года составляла 117 жителей.

## История
Синяя Никола возникла в XVI-XVII веках.
К середине XIX века погост Синяя Никола являлся центром одноименной волости Опочецкого уезда.
В 1773 году на средства помещицы Анны Степановны Румянцевой была построена деревянная Святоникольская церковь. К концу XIX века храм пришел в ветхость, вследствие чего, с разрешения Епархиального начальства  в 1901 году на его месте была построена новая церковь из красного кирпича, который делали здесь же из местных пород глины. Строительство велось на средства местного купца Дмитрия Николаевича Бизюкина. В 1935 году церковь закрыли. В 1941-1944 годах она вновь стала действующей благодаря работе Псковской Православной Миссии. По окончании Великой Отечественной войны колокола были сняты, а внутри церкви организован зерносклад, действовавший до начала 1960-х годов. Сейчас здание церкви восстанавливается силами энтузиастов. С июля 2017г. в церкви проводятся службы на постоянной основе.
С января 1995 до апреля 2015 года деревня входила в Партизанскую волость.